# Valentín Carderera
Valentín Carderera y Solano – hiszpański pisarz, malarz, kolekcjoner i historyk sztuki. Był nadwornym malarzem królowej Izabelli II.
Studiował filozofię na Universidad Sertoriana w Huesce, później uczył się rysunku w Saragossie i Madrycie, gdzie był uczniem malarza Mariana Salvadora Maelli. W 1822 r. otrzymał stypenium na studia w Rzymie dzięki mecenatowi diuka de Villahermosa. Studiował i podróżował po Włoszech do 1831 roku; w tym czasie zapoznał się z malarstwem romantycznym, które później propagował w Hiszpanii.
Wyróżniał się jako malarz portrecista, pozostając pod wpływem braci Madrazo. Malował dzieła o estetyce neoklasycznej z elementami zaczerpiętymi z romantyzmu.
Jako pisarz współpracował z ważniejszymi czasopismami epoki, takimi jak: España Artística y Monumental, El Liceo Artístico y Literario, El Museo Universal o El Artista i francuską Gazette des Beaux-Arts.

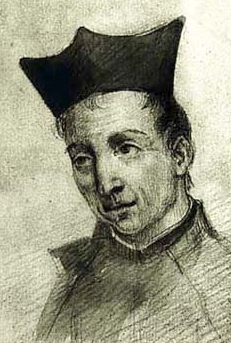
Portret Baltasara Graciana

## Kolekcja
Był znanym kolekcjonerem antyków, drogich książek i dzieł sztuki, zwłaszcza rycin i grafik. Przekazał własną kolekcję sztuki, aby wspomóc założenie Museo de Huesca w 1873 roku. Zgromadził pokaźną kolekcję rycin Francisca Goi. Był członkiem Królewskiej Akademii Sztuk Pięknych św. Ferdynanda w Madrycie, gdzie wykładał teorię i historię sztuki.